# Westkreuz Frankfurt
Das Westkreuz Frankfurt ist ein Autobahnkreuz in Frankfurt am Main. Hier kreuzen sich die Bundesautobahn 5 (Hattenbacher Dreieck – Frankfurt am Main – Basel) und die Bundesautobahn 648 (Wiesbadener Straße).

## Geographie
Das Westkreuz erstreckt sich auf den Gemarkungen von vier Frankfurter Stadtteilen: Rödelheim im Norden, Bockenheim im Osten, Griesheim im Süden und Sossenheim im Westen. Das Kreuz befindet sich etwa 6 km westlich der Frankfurter Innenstadt.
Unmittelbar östlich des Kreuzes mündet der Westerbach in die Nidda, die genau unter dem Kreuz verläuft und von acht Brücken überquert wird. Je zwei davon tragen die Richtungsfahrbahnen der A 5 und der A 648, die anderen die vier Abbiegerampen.
Die Flächen östlich des Kreuzes zu beiden Seiten der A 648 werden als Kleingartenanlagen genutzt. Nach Westen entlang des Nordufers der Nidda liegt das Sossenheimer Unterfeld, das zum westlichen Arm des Frankfurter Grüngürtels gehört. Südlich des Westkreuzes und der Nidda zwischen der A 5 und dem Niedwald liegt auf Griesheimer Gemarkung die kleine Siedlung Am Neufeld.
Das Westkreuz Frankfurt trägt auf der A 5 die Nummer 19, auf der A 648 die Nummer 3.

## Ausbauzustand und Bauform
Die A 5 ist in nördlicher Richtung sechsstreifig, in südlicher Richtung bis zum Darmstädter Kreuz als einer der wenigen deutschen Autobahnabschnitte durchgehend achtstreifig ausgebaut. Die A 648 ist auf vier Fahrstreifen befahrbar. Die Überleitungen der A 5 zur A 648 in östlicher Richtung (Frankfurt-Mitte) sind zweistreifig, alle anderen einstreifig.
Das Kreuz verfügt im Süd-West-Quadranten über eine Betriebsanschlussstelle, die als Einfahrrampe in Funktion einer Behelfsanschlussstelle freigegeben werden kann. Diese wird vor allem bei Veranstaltungen der Messe Frankfurt genutzt, um den Verkehr von den Großparkplätzen am Rebstock auf die Autobahn in Richtung Süden zu leiten.
Das Westkreuz Frankfurt ist als eines der wenigen Autobahnkreuze in Deutschland als Windmühle gebaut. In diesem Falle verfügt das Kreuz über zusätzliche indirekte Rampen.

### Prinzipgleiche Straßenkreuzungen
- Autobahnkreuz Breitscheid
- Autobahnkreuz Herne
- Autobahnkreuz Bonn/Siegburg
- Autobahnkreuz Mönchengladbach

## Verkehrsaufkommen
Das Westkreuz Frankfurt ist einer der meistbefahrenen Straßenknotenpunkte Hessens mit etwa 197.000 Fahrzeugen pro Tag.
| Von                            | Nach                          | Durchschnittliche tägliche Verkehrsstärke | Durchschnittliche tägliche Verkehrsstärke | Durchschnittliche tägliche Verkehrsstärke | Anteil Schwerlastverkehr | Anteil Schwerlastverkehr | Anteil Schwerlastverkehr |
| Von                            | Nach                          | 2005                                      | 2010                                      | 2015                                      | 2005                     | 2010                     | 2015                     |
| ------------------------------ | ----------------------------- | ----------------------------------------- | ----------------------------------------- | ----------------------------------------- | ------------------------ | ------------------------ | ------------------------ |
| Nordwestkreuz Frankfurt (A 5)  | Westkreuz Frankfurt           | 119.300                                   | 113.400                                   | 120.000                                   | 10,4 %                   | 9,8 %                    | 9,8 %                    |
| Westkreuz Frankfurt            | AS Frankfurt-Westhafen (A 5)  | 131.500                                   | 138.600                                   | 160.800                                   | 08,2 %                   | 9,8 %                    | 8,5 %                    |
| AS Frankfurt-Rödelheim (A 648) | Westkreuz Frankfurt           | keine Daten                               | 057.200                                   | 065.200                                   | keine Daten              | 3,0 %                    | 2,6 %                    |
| Westkreuz Frankfurt            | AS Frankfurt-Rebstock (A 648) | 062.300                                   | 062.500                                   | 048.800                                   | 03,1 %                   | 2,7 %                    | 2,1 %                    |